# لاک‌پشت رودخانه مری
لاک‌پشت رودخانه مری (نام علمی: Elusor macrurus) نام یک گونه از زیرراسته کنارگردن است.